# Hector Waller
Pour les articles homonymes, voir Waller.
Hector Macdonald Lois (Hec) Waller, né le 4 avril 1900 à Benalla et mort dans le détroit de la Sonde le 1er mars 1942, est un officier supérieur de la Royal Australian Navy (RAN). 
Sa carrière a duré près de trente ans et il a servi dans les deux Guerres mondiales. À la tête du HMAS Stuart (D00) dans la Méditerranée, de 1939 à 1941, il est reconnu comme un habile capitaine de navire et commandant de flottille. Il est ensuite transféré vers le Sud-Ouest du Pacifique, en tant que capitaine du croiseur léger HMAS Perth (D29), et participe avec son navire à la Bataille du détroit de la Sonde en 1942.
Né à Benalla, Waller entre au Royal Australian Naval College à l'âge de treize ans. Après avoir obtenu son diplôme, il sert dans la Royal Navy à la fin de la Première Guerre mondiale. Dans l'Entre-deux-guerres, il se spécialise dans les communications et est affecté comme officier des transmissions à plusieurs navires de guerre britanniques et australiens. Il commande pour la première fois un navire de mer en 1937, en tant que capitaine du HMS Airain. En septembre 1939, il prend en charge le HMAS Stuart et quatre autres navires qui, ensemble, sont surnommés la « Flottille de ferraille ». En 1940, ils sont complétés par d'autres navires pour former la 10e Flottille de destroyers, afin de soutenir les troupes Alliées en Afrique du Nord.
Waller reçoit l'Ordre du Service distingué (DSO and bar), et est deux fois mentionné à l'ordre du jour, pour ses réalisations dans la Méditerranée. Il assume le commandement du HMAS Perth en octobre 1941, en prenant part à la Bataille de la Mer de Java, peu de temps avant sa dernière action dans le Détroit de la Sonde. 

## Biographie
Né le 4 avril 1900 à Benalla (Victoria), Hector MacDonald Lois Waller est le fils de William Frederick Waller, un épicier, et de son épouse Helen Waller (née Duncan),. Il est nommé en l'honneur du Général Hector MacDonald (en), héros de la Guerre des Boers, et un ancêtre appelé Laws qui était un amiral et un contemporain de Nelson. Le plus jeune de dix enfants, dont huit ont survécu à la petite enfance, il suit les cours de l'école élémentaire de Benalla avant d'incorporer le Royal Australian Naval College (RANC) comme l'un des cadets aspirant de marine le 31 décembre 1913, à l'âge de treize ans.
Il meurt en commandant le HMAS Perth (D29) lorsque son navire est coulé par les Japonais durant la bataille du détroit de la Sonde.